# Abacetus catersi
Abacetus catersi es una especie de escarabajo terrestre de la subfamilia Pterostichinae.  Fue descrito por Straneo en 1958. 